# Forsaken : Retour à Fowler City
 (décembre 2013).
Pour les articles homonymes, voir Forsaken.
Pour plus de détails, voir Fiche technique et Distribution.
Forsaken : Retour à Fowler City ou Rédemption au Québec (Forsaken) est un western américano-canado-britannique de Jon Cassar, sorti en 2015.

## Synopsis
Après avoir mis de côté son arme et sa réputation de tireur d'élite, John Henry retourne dans sa ville natale afin de resserrer les liens avec son père.

## Fiche technique
- Titre original : Forsaken
- Titre français : Forsaken : Retour à Fowler City
- Titre québécois : Rédemption
- Réalisation : Jon Cassar
- Scénario : Brad Mirman
- Direction artistique : Ken Rempel (supervision), Kathy McCoy
- Décors : Erik Gerlund
- Costumes : Christopher Hargadon
- Photographie : René Ohashi
- Son : Michael Baskerville
- Montage : Susan Shipton (image), Mark Gingras (son)
- Musique : Jonathan Goldsmith
- Production : Kevin DeWalt, Douglas Falconer, Gary Howsam, Josh Miller et Isabella Marchese Ragona
- Sociétés de production : Falconer Pictures, Minds Eye Entertainment, Moving Pictures Media et Rollercoaster Films
- Société de distribution : Momentum Pictures
- Pays d’origine :  États-Unis /  Canada /  Royaume-Uni
- Langue originale : Anglais
- Format : couleur - 2,35:1 - son stéréo
- Genre : Western
- Durée : 90 minutes
- Dates de sortie : 
  - Canada : 16 septembre 2015 (Festival international du film de Toronto)
  - États-Unis : 19 février 2016
  - France : 4 avril 2017 (direct-to-video)

## Distribution
- Donald Sutherland (VF : Bernard Tiphaine ; VQ : Rossif Sutherland) : le révérend Samuel Clayton
- Demi Moore (VF : Marie Vincent ; VQ : Élise Bertrand) : Mary-Alice Watson
- Kiefer Sutherland (VF : Patrick Béthune ; VQ : Antoine Durand) : John Henry Clayton
- Brian Cox (VF : José Luccioni ; VQ : Guy Nadon) : James McCurdy
- Landon Liboiron : Will Pickard
- Michael Wincott (VF : Gabriel Le Doze ; VQ : Patrick Chouinard) : Dave Turner
- Siobhan Williams : Emily Chadwick
- Greg Ellis (VF : Boris Rehlinger) : Tom Watson
- Wesley Morgan : Sam

Version québécoise réalisée par Cinélume ; direction artistique : Natalie Hamel-Roy ; adaptation des dialogues : Sophie Delorme
 Source et légende : version québécoise (VQ) sur Doublage.qc.ca